# Chlosyne abnorma
Chlosyne abnorma är en fjärilsart som beskrevs av Wright 1906. Chlosyne abnorma ingår i släktet Chlosyne och familjen praktfjärilar. Inga underarter finns listade i Catalogue of Life.